# Адміністративний поділ Донецької області на 1 січня 1935 року

## Донецька область. 1 січня 1935 року
Ділилася на райони та міста, підпорядковані області
- загальна кількість районів — 27
- загальна кількість міст, підпорядкованих області — 13
- знову утворені:

1. Остгеймський район (5 листопада 1934 року) із частини Старо-Каранського району

- перейменовано:

1. Гришинський район (20 липня 1934 року) у Постишівський район

- центр області — м. Сталіне
- список районів:
  1. Амвросіївський (с. Донецько-Амвросіївка)
  2. Біловодський (с. Біловодськ)
  3. Білолуцький (с. Білолуцьк)
  4. Більше-Янісольський (с. Великий Янісоль)
  5. Верхньо-Тепловський російський (с. Верхня Теплівка)
  6. Володарський (с. Володарське)
  7. Волноваський (пос. Волноваха)
  8. Лиманський (смт Красний Лиман)
  9. Лисичанський (пос. Лисичанськ)
  10. Марківський (с. Марківка)
  11. Мар'їнський (смт Мар'їнка)
  12. Міловський (с. Мілове)
  13. Ново-Айдарський (с. Новий Айдар)
  14. Ново-Псковський (с. Новопсков)
  15. Олександрівський (с. Олександрівка)
  16. Остгеймський (с. Остгейм)
  17. Покровський (с. Покровське)
  18. Постишевський (смт Постишеве)
  19. Ровеньківський (смт Ровеньки)
  20. Рубіжанський (пос. Рубіжне)
  21. Сватівський (смт Сватове)
  22. Слов'янський (м. Слов'янськ)
  23. Сорокинський (пос. Сорокине)
  24. Старобільський (м. Старобільськ)
  25. Старо-Бешевський (с. Старо-Бешеве)
  26. Старо-Каранський (с. Стара Карань)
  27. Старо-Керменчицький (с. Старий Керменчик)

- список міськрад:
  1. Артемівська
  2. Ворошиловська
  3. Горлівська
  4. Кадіївська
  5. Костянтинівська
  6. Краматорська
  7. Краснолуцька
  8. Луганська
  9. Макіївська
  10. Маріупольська
  11. Риківська
  12. Сталінська
  13. Чистяківська